# Marek Mazurkiewicz

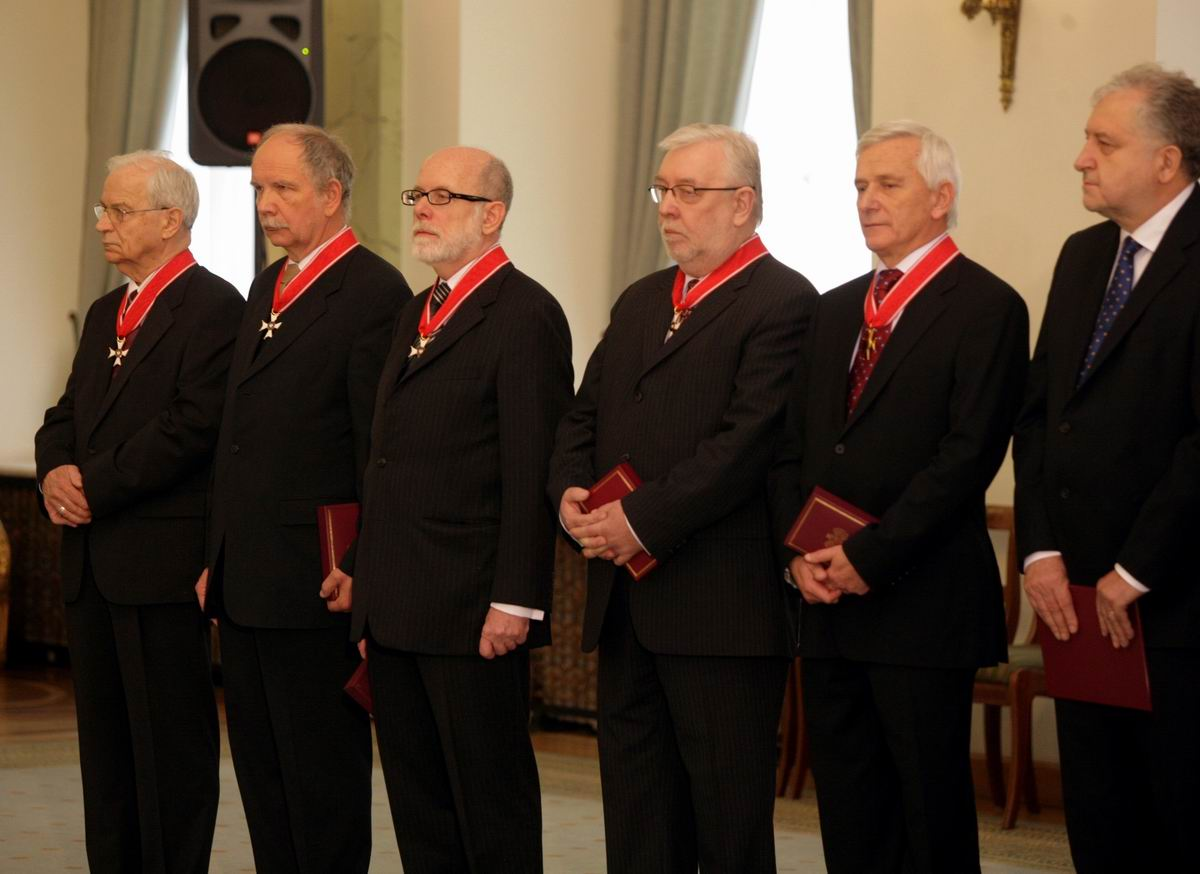
Marek Mazurkiewicz (pierwszy z lewej)

Marek Karol Mazurkiewicz (ur. 20 czerwca 1931 w Wilnie) – polski prawnik, doktor habilitowany nauk prawnych, profesor nadzwyczajny, polityk, poseł na Sejm I, II i III kadencji, sędzia Trybunału Konstytucyjnego w stanie spoczynku, w 2010 wiceprezes Trybunału Konstytucyjnego.

## Życiorys

### Działalność naukowa i zawodowa
Studia na Wydziale Prawa Uniwersytetu Wrocławskiego ukończył w 1954. Dwa lata później rozpoczął pracę naukową na tej uczelni. Na Wydziale Prawa Uniwersytetu Wrocławskiego uzyskał stopień naukowy doktora nauk prawnych i doktora habilitowanego. Był członkiem Senatu i prorektorem tego uniwersytetu. Odbył zagraniczne staże naukowe m.in. w Uniwersytecie Karola w Pradze, Uniwersytecie w Wiedniu, Columbia University w Nowym Jorku oraz Uniwersytetach w Bochum i Monachium. Po studiach odbył aplikację sądową, uzyskał także uprawnienia radcy prawnego. Orzekał w sądzie powiatowym w Lubaniu Śląskim i sądzie wojewódzkim we Wrocławiu. Jest profesorem Wydziału Prawa Wyższej Szkoły Menedżerskiej w Legnicy i autorem licznych publikacji z zakresu prawa finansowego i prawa ochrony środowiska.

### Działalność publiczna
Należał do PZPR, Socjaldemokracji RP i Sojuszu Lewicy Demokratycznej. W latach 1991–2001 sprawował mandat posła I, II i III kadencji. W Sejmie II kadencji pełnił funkcje wiceprzewodniczącego Komisji ds. Układu Europejskiego, przewodniczącego Komisji Ustawodawczej i przewodniczącego Komisji Konstytucyjnej Zgromadzenia Narodowego. W III kadencji był m.in. członkiem Komisji Integracji Europejskiej oraz Komisji Odpowiedzialności Konstytucyjnej. W 2001 nie ubiegał się o reelekcję.
W listopadzie tegoż roku został wybrany na urząd sędziego Trybunału Konstytucyjnego. W 2006 był obok Jerzego Stępnia jednym z dwóch kandydatów na stanowisko prezesa TK, a w marcu 2010 prezydent Lech Kaczyński powołał go na stanowisko wiceprezesa Trybunału. W grudniu tego samego roku zakończył dziewięcioletnią kadencję.
Obejmował także funkcje społeczne (przewodniczącego Towarzystwa Zintegrowanego Zarządzania Środowiskiem, wiceprezesa Towarzystwa Naukowego Prawa Ochrony Środowiska i wiceprezesa Towarzystwa Przyjaciół Ossolineum).

## Odznaczenia
Odznaczony Krzyżem Komandorskim Orderu Odrodzenia Polski (2010).

## Wyniki wyborcze
| Wybory | Komitet wyborczy | Komitet wyborczy             | Organ             | Okręg | Wynik  |
| ------ | ---------------- | ---------------------------- | ----------------- | ----- | ------ |
| 1991   |                  | Sojusz Lewicy Demokratycznej | Sejm I kadencji   | nr 11 | 2222   |
| 1993   |                  | Sojusz Lewicy Demokratycznej | Sejm II kadencji  | nr 50 | 3985   |
| 1997   |                  | Sojusz Lewicy Demokratycznej | Sejm III kadencji | nr 50 | 13 596 |